# Buxières-les-Mines
 Buxières-les-Mines  es una población y comuna francesa, situada en la región de Auvernia, departamento de Allier, en el distrito de Moulins y cantón de Bourbon-l'Archambault.

## Demografía
| 1949 | 1661 | 1379 | 1380 | 1241 | 1180 |
| Para los censos de 1962 a 1999 la población legal corresponde a la población sin duplicidades (Fuente: INSEE [Consultar]) |      |      |      |      |      |

## Historia
La presencia humana en época galo-romana está atestiguada por las excavaciones realizadas en lugar de Chassagne, donde ya se explotaban las lutitas bituminosas para la fabricación de diversos objetos como pulseras y anillos. Había una villa romana cerca del sitio de Dorrière.
En la Edad Media, se encuentran en el territorio de la comuna varios feudos, dependientes de la castellenie de Borbón o de los de Hedgehog o Murat: Biotière, que dio su nombre a una importante familia borbonésica; Bost, Bouan, Le Bouis, Dorrière o Aurière, Le Fragne, Froy, cuyos castillos han desaparecido, pero de los que a veces quedan restos en edificios agrícolas; Ditière o Guittière; y especialmente La Condemine y Saragousse. La ciudad estaba enclavada en un círculo alrededor de la iglesia de Saint-Maurice.
Bajo la Fronda, el castillo de La Condemine, en manos del Príncipe de Condé, fue sitiado y tomado por el gobernador de Borbonés, Saint-Géran.
En el siglo XIX, la explotación de las minas de carbón transformó la ciudad. Fue en 1880 cuando la ciudad, anteriormente llamada Buxières-la-Grue, se convirtió en Buxières-les-Mines. El pozo de Méglin fue la última mina de carbón privada en Auvernia (y la penúltima en el Macizo Central) que cerró sus puertas el 1 de junio de 1963. La mina se cerró definitivamente en 2000.